# Guarani Futebol Clube
Pour les articles homonymes, voir Guarani.
Maillots
Actualités
Dernière mise à jour : 11 mai 2025.
Le Guarani Futebol Clube est un club sportif brésilien basé à Campinas, surtout connu pour sa section football. Le club dont ses couleurs sont le vert et le blanc a également des sections de basketball, volleyball, tennis, natation et gymnastique.

## Histoire
Le club est fondé le 2 avril 1911. Le nom est un hommage à l'opéra Il Guarany du compositeur brésilien Antônio Carlos Gomes. Le premier match officiel a lieu le 18 juin 1911 contre le Sport Club 15 de Novembro, un autre club de Campinas qui remporte le match 3 à 0.
En 1950, le club a joué pour la première fois dans la première division de l'État de São Paulo. En 1973, Guarani rejoint l'élite nationale pour la première fois et a disputé un total de 29 saisons au plus haut niveau jusqu'en 2010. Après le titre de champion du Brésil en 1978 sous la direction du futur entraîneur national Carlos Alberto Silva, Guarani dispute le tour final de la Copa Libertadores 1979, terminant deuxième derrière le Club Olimpia, futur vainqueur de la compétition.
Vice-champion en 1986 et 1987, le club se qualifie deux fois de plus pour la Copa Libertadores. En 1981, le club joue en deuxième division, avec un titre de champion il retrouve la Serie A en 1982 où il termine troisième. En 2005, Guarani se retrouve en Serie B et connaitra par deux fois la Serie C faisant des allers retours dans les trois premières divisions brésiliennes. Depuis 2017 le club se stabilise en Serie B.

## Palmarès
- Championnat du Brésil (1) :
  - Champion : 1978
  - Vice-champion : 1986 et 1987

- Champion du Brésil de série B (1) :
  - Champion : 1981

- Championnat de l'État de São Paulo de l'intérieur (5) :
  - Champion : 1944, 1949, 1972, 1973, 1974

## Anciens joueurs
- Amaral
- Amoroso (Bola de Ouro alors qu'il jouait à Guarani)
- Djalminha
- Careca
- Edílson
- Jorge Mendonça
- Júlio César
- Mauro Silva
- Paulo Isidoro
- Renato
- Ricardo Rocha
- Sonny Anderson
- Aílton